# Forcipomyia galliarii
Forcipomyia galliarii är en tvåvingeart som beskrevs av Pasquale Marino och Gustavo R. Spinelli 1999. Forcipomyia galliarii ingår i släktet Forcipomyia och familjen svidknott. Inga underarter finns listade i Catalogue of Life.